# Marianna Kotowska-Jelonek
Marianna Kotowska-Jelonek (ur. 3 lipca 1949 w Starachowicach) – polska ekonomistka, nauczyciel akademicki, w latach 2008–2012 prodziekan Wydziału Zarządzania i Modelowania Komputerowego Politechniki Świętokrzyskiej.

## Życiorys
W 1972 ukończyła studia na Wydziale Ekonomiki Transportu Uniwersytetu Gdańskiego. Doktoryzowała się tamże w 1980. Stopień doktora habilitowanego nauk ekonomicznych uzyskała w 1994 na Wydziale Ekonomicznym UG w oparciu o pracę pt. Rola infrastruktury transportowej w procesie rynkowej transformacji polskiej gospodarki. Za rozprawę habilitacyjną otrzymała w 1995 nagrodę indywidualną MEN.
Jako nauczyciel akademicki była związana w latach 1972–2008 z Kielecko-Radomską Wyższą Szkołą Inżynierską, Wyższą Szkołą Inżynierską w Radomiu i Politechniką Radomską im. Kazimierza Pułaskiego (początkowo na stanowisku asystenta, później adiunkta i od 1995 profesora nadzwyczajnego). Od 2000 do 2006 kierowała Zakładem Logistyki i Marketingu w Instytucie Systemów Transportowych PR. W 1998 podjęła pracę na Politechnice Świętokrzyskiej. Na uczelni tej objęła kierownictwo Katedry Ekonomii i Zarządzania oraz Katedry Ekonomii i Finansów. W latach 2008–2012 była prodziekanem ds. nauki i badań Wydziału Zarządzania i Modelowania Komputerowego PŚk.
Specjalizuje się w makro- i mikroekonomicznej problematyce transportu. Była członkiem rady naukowo-programowej czasopisma „Przegląd Komunikacyjny”.